# 脫鎂葉綠素

脫鎂葉綠素 a, i.e. 没有Mg^{2+}离子的葉綠素 a.

脫鎂葉綠素（英語：Pheophytin，中國也稱為褐藻素）與光合作用中光反應的電子傳遞鏈有關。葉綠素在經過加酸或加熱或脫鎂作用後會變成脫鎂葉綠素，顏色也會改變。在水污染的地方，會造成浮游植物細胞破碎死亡時，其原本所含的葉綠素也跟著被破壞，而轉變成脫鎂葉綠素。因此脫鎂葉綠素的含量比例可以作為水質的指標之一。